# Appleseed (zespół muzyczny)
Appleseed – polski zespół muzyczny, kolektyw, pochodzący z Poznania, założony w 2006 roku z inicjatywy Bartosza Bąka, Macieja Hoffmanna i Wojciecha Deutschmanna. Muzyka Appleseed łączy ze sobą wiele gatunków takich jak rock alternatywny, hard-rock, post-rock czy rock progresywny.

## Historia
Brzmienie zespołu inspirowane jest dźwiękami grup lat 60., 70. (Pink Floyd, Marillion, Yes, King Crimson, Led Zeppelin, Wishbone Ash, The Doors) oraz dokonaniami współczesnych nowatorów muzycznych (Archive, Aphex Twin, Future Sound of London, Mars Volta).
W 2006 r. zespół wydał swoją pierwszą oﬁcjalną płytę Broken Lifeforms. Zaprezentowane utwory zyskały pozytywne recenzje zarówno w kraju, jak i za granicą, czego rezultatem było chociażby zamieszczenie utworu „Twin World” na wydawnictwie Thirty something new Tales from PL and PT będącym kompilacją polsko-portugalską.
Do czerwca 2007 roku trwała trasa koncertowa promująca album, a zespół zagrał ponad 40 koncertów w Polsce. Uzupełnieniem tras koncertowych były występy na Poznańskich Juwenaliach (3 lata z rzędu) oraz na festiwalach. Na początku maja 2007 r. Appleseed wystąpił w studiu Polskiego Radia „PiK” w Bydgoszczy, a materiał został zarejestrowany i przygotowany do emisji. Na początku września powstał pierwszy teledysk zespołu do utworu „Lullaby”.
W roku 2009 zespół zaprezentował singel z utworem „Angel”, a w 2010 powstał pierwszy długogrający album Night In Digital Metropolis.
Appleseed miał możliwość zagrania koncertów z licznymi artystami zarówno polskimi (Riverside, Snowman), jak i zagranicznymi (Shaky Hands (US), Russian Circles (US).

## Skład
- Bartosz Bąk – gitara, pianino
- Krzysztof Podsiadło – śpiew
- Wojciech Deutschmann – gitara, syntezator
- Maciej Hoffmann – perkusja
- Filip Bielecki – gitara, gitara basowa
- Wojciech Ślepecki – hammond, moog, pianino, syntezatory

## Dyskografia
Oznaczenia: kaseta – MC, płyta – CD, płyta digipack – DG CD, płyta winylowa – LP, minialbum – EP, singel – SP

### Albumy lub albumy studyjne
- Earn Heaven (17 kwietnia 2023), (DG,CD)
- Heat From The Sun (15 marca 2014), (DG CD)
- Night In Digital Metropolis (20 listopada 2010), (DG CD)
- Broken Lifeforms (26 października 2006), (EP)

### Single
- Bright Lights (2024)
- Rise Up (2023)
- Angel (2009)

### Kompilacje
- Thirty something new Tales from PL and PT (2007)